# Mychajlo Poschywanow

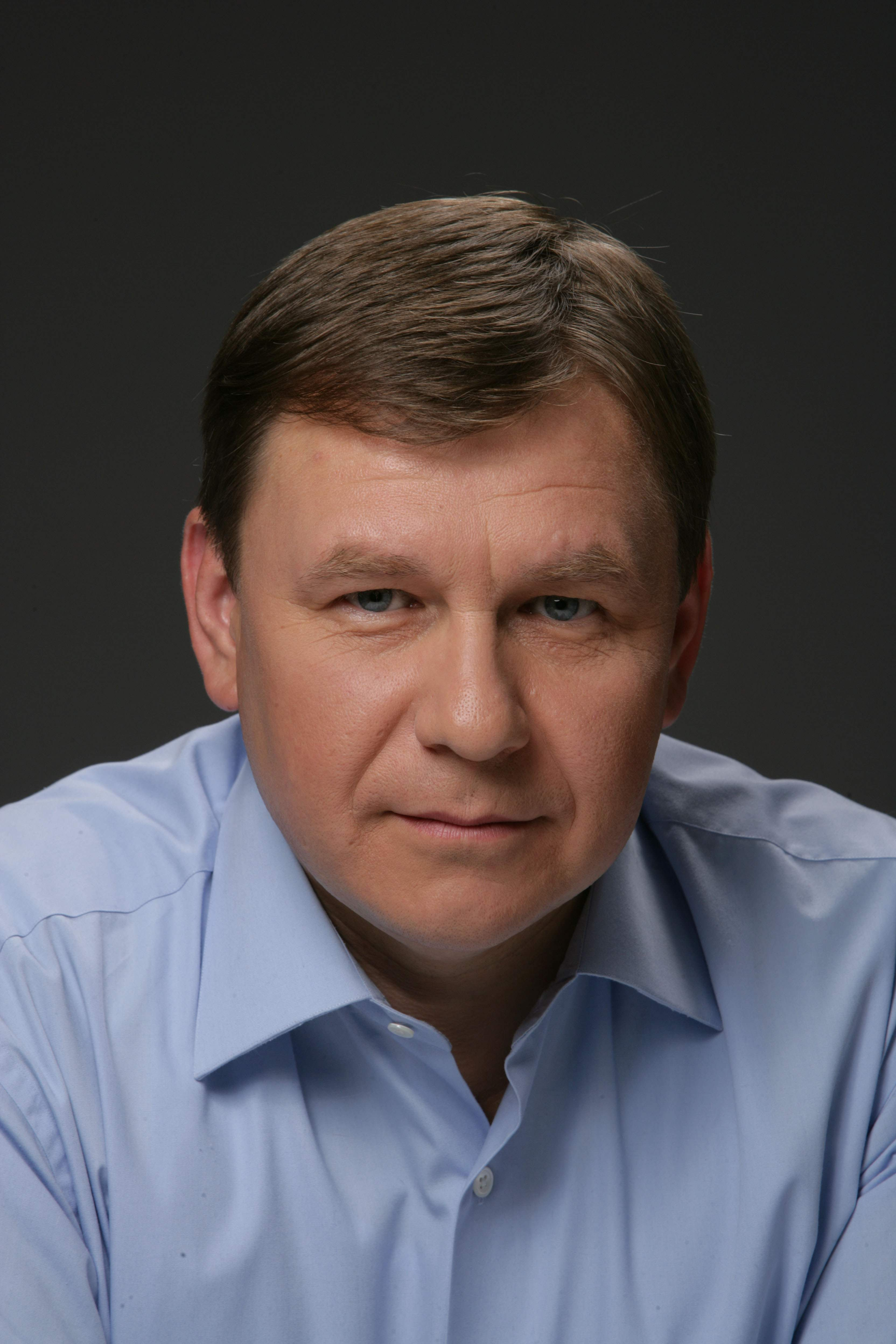
Poschywanow (2007)

Mychajlo Oleksandrowytsch Poschywanow (ukrainisch Михайло Олександрович Поживанов; geb. 12. April 1960 in Dnipro) ist ein ukrainischer Politiker. Er war von Juni 1994 bis März 1998 Vorsitzender des Volksdeputiertenrates der Stadt Mariupol und Bürgermeister von Mariupol

## Auszeichnungen

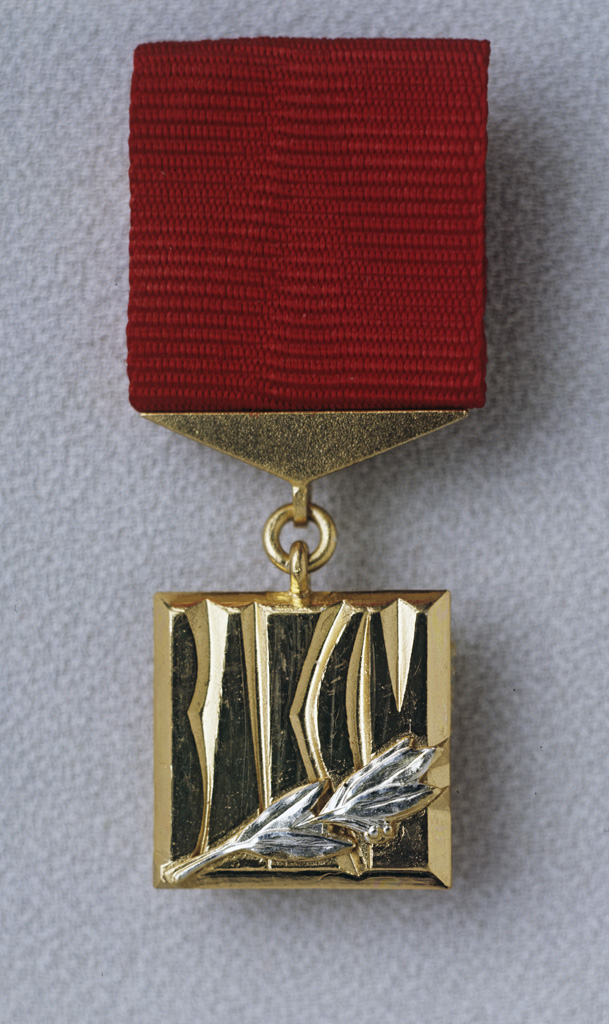
Lenin-Komsomol-Preis
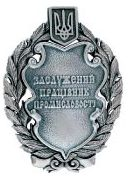
Industriearbeiter-Preis

- Lenin-Komsomol-Preis
- Industriearbeiter-Preis